# Polski Bank Przemysłowy
Polski Bank Przemysłowy, do 1918 Bank Przemysłowy dla Królestwa Galicji i Lodomeryi z Wielkim Księstwem Krakowskim – bank działający w latach 1910-1918 na terenie Galicji, a w latach 1918-1933 bank komercyjny działający na terytorium II Rzeczypospolitej.

## Historia
Powstanie Banku Przemysłowego poprzedziła kilkuletnia dyskusja prasowa i debata w Sejmie Krajowym Galicjii. Ostatecznie 23 czerwca 1910 powstał we Lwowie Bank Przemysłowy Królestwa Galicji i Lodomerii z Wielkim Księstwem Krakowskim (Industriebank für das Königriech Galizien und Lodomerien samt dem Grossherzogtume Krakau) którego głównym zadaniem miało być wspieranie rozwoju gospodarczego Galicji a przede wszystkim przemysłu galicyjskiego. Statut nowej instytucji przewidywał poza normalnym działaniami bankowymi – tworzenie a także udział finansowy w istniejących już przedsiębiorstwach przemysłowych oraz emisję papierów wartościowych tychże firm. Oprócz tego bank miał wspierać rozwój rzemiosła, górnictwa, handlu i rozwój komunikacji. Kapitał akcyjny wynosił 10 mln koron, jednocześnie przewidywano jego podniesienie do wysokości 26 mln koron. Został on wniesiony w 50% przez Wydział Krajowy, po 10% dały gminy Lwowa i Krakowa, 30% jeden z czołowych banków wiedeńskich – Niederösterreichische Escompte Gesellschaft. W latach 1910-1918 na czele Banku stała Rada Zawiadowcza której prezesem był Dawid Abrahamowicz, wiceprezesami Maksymilian Krassny i Franciszek Zamoyski, zaś członkami: Juliusz Leo, Jan Lewiński, Józef Neumann, Jan Kanty Steczkowski i Felix Stransky. Dyrektorami firmy pozostawali: Marcin August Szarski i Stanisław Karłowski.
Poza centralą mieszczącą się we Lwowie bank utworzył dwa oddziały: krakowski (utworzony 1 stycznia 1912 na bazie przejętego Domu Bankowego Mendelsburg) oraz drohobycki (utworzony 4 lutego 1913). Pierwszy z nich zaangażowany był głównie na terenie Zagłębia Krakowskiego, drugi w Zagłębiu Drohobyckim. Ponadto przed 1914 Bank Przemysłowy miał swoje udziały w wielu firmach na terenie Galicji m.in. w Cukrowni „Chodorów”, Towarzystwie Wyrobu Zapałek „Helios”, Fabryce Maszyn L. Zieleniewski, Elektrowni Okręgowej w Sierszy, Towarzystwie Eksploatacji Soli Potasowych w Kałuszu. Podczas I wojny światowej bank podporządkował sobie Dom Bankowy H. Ripper i Ska w Krakowie.
W 1918 zmieniono nazwę na Polski Bank Przemysłowy SA (PBA). Rozszerzył on wówczas działalność na całe terytorium II Rzeczypospolitej. Wzmocnieniem jego pozycji stało się wykupienie z rąk czeskiego Union-Banku a następnie przyłączenie Śląskiego Banku Przemysłowego w Bielsku. W połowie lat dwudziestych PBA miał już 14 oddziałów mieszczących się Borysławiu, Dąbrowie Górniczej, Drohobyczu, Jaśle, Krakowie (2 oddziały), Krośnie, Łodzi, Poznaniu, Rzeszowie, Sanoku, Sosnowcu, Stryju i Warszawie. Szczególnie prężnym okazał się oddział warszawski. Od 1921 działał też oddział w Gdańsku (Polnische Industriebank) przy Langer Markt 35 (ob. Długi Targ) (1921-1925), następnie przy Langer Markt 9/11 (1927-1939). Od 1924 bank był współudziałowcem Bank von Danzig. 
W tym czasie PBA uczestniczył finansowo w prawie 60 firmach, m.in. od 1920 był właścicielem Fabryki Porcelany w Ćmielowie, oraz wraz z Ziemskim Bankiem Kredytowym zainwestował w powstanie Warszawskiej Spółki Akcyjnej Budowy Parowozów. Podczas kryzysu w 1925 roku bank poniósł bardzo duże straty i otrzymał pomoc państwową. W sierpniu 1926 85% akcji PBP przeszło w ręce koncernu naftowego Devildera, a do Rady Banku weszli przedstawiciele inwestora francuskiego: Delair Cambaceres, Pierre Bonconne i Pierre Lacaille. Prezesem Rady Nadzorczej był Marcin August Szarski a dyrektorem Francuz Georges Cachier. Przeniesiono także w 1929 centralę Banku ze Lwowa do Warszawy. Dzięki tym posunięciom wzmocniła się pozycja banku na rynku, zaś po podwyżce kapitału do 12 min zł, stał się on czwartym co do wielkości bankiem komercyjnym w Polsce. Upadek jednak w marcu 1931 koncernu Devildera podkopał finansowe podstawy banku. Mimo uzyskania powtórnie pomocy państwowej oraz zamknięcia wszystkich oddziałów pozawarszawskich bank nie był w stanie utrzymać się na rynku w rezultacie w październiku 1933 postawiono go w stan likwidacji.

## Prezesi
- 1910-1918 – Dawid Abrahamowicz
- 1918-1921 – Władysław Jahl
- 1921-1926 – Zygmunt Lewakowski
- 1926-1933 – Marcin Szarski

## Dyrektorzy
- 1910-1918 – Marcin Szarski i Stanisław Karłowski
- 1918-1926 – Marcin Szarski
- 1926-1933 – Georges Cachier

## Siedziba
W 1921 siedziba banku mieściła się we Lwowie przy ul. 3 Maja 9 (obecnie ul. Siczowych Strilciw, Вулиця Січових Стрільців). W Warszawie mieścił się przy ul. Senatorskiej 42 (1930). 